# Прусский банк

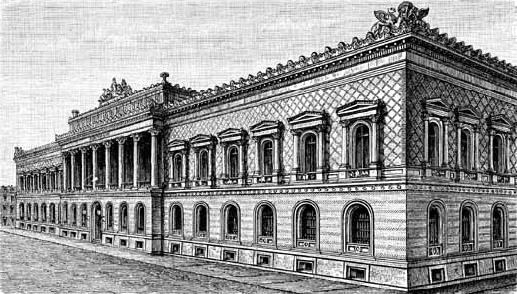
Здание банка на Егерштрассе

Прусский банк (нем. Preußische Bank) — центральный банк Пруссии с 1847 по 1871 и Германской империи с 1871 по 1875. Банк был образован после реорганизации в 1846 году Королевского главного банка (нем. Königliche Hauptbank).
Капитал банка состоял из 1,2 млн рейхсталеров, внесённых прусским правительством, и 10 млн рейхсталеров, внесённых частными акционерами. Администрация банка назначалась правительством. Первым председателем банка был Христиан фон Ротер. Дивиденды делились между акционерами и государственной казной. Банк осуществлял эмиссию банковских билетов. Сначала она была ограничена в пределах 21 млн талеров, из которых ⅓ должна была покрываться золотом. Прусский банк осуществлял ряд банковских операций: учётные, ломбардные, трансфертные, торговлю драгоценными металлами. Уже в середине XIX века Пруссия покрылась целой сетью отделений банка.
В то время в Пруссии и других германских государствах возникло множество частных банков с правом выпуска банковских билетов. Все эти частные банки конкурировали между собой, отвоёвывая друг у друга районы для распространения своих банковских билетов и наводняя таким образом рынки чрезмерным количеством своих бумаг. Наступивший в 1857 году коммерческий кризис дискредитировал частные банковые учреждения. В Пруссии усилилось движение, направленное к упрочению положения Прусского банка. Его акционерный капитал увеличили до 15 млн талеров, а в 1866 году до 20 млн талеров. Банку было предоставлено неограниченное право выпуска билетов.
С 1 января 1876 года Прусский банк прекратил своё существование в связи с организацией Рейхсбанка.